# 黄绿花滇百合
黄绿花滇百合（学名：Lilium bakerianum var. delavayi）是百合科百合属滇百合的变种。分布于中国大陆的四川、贵州、云南等地，生长于海拔2,500米至3,800米的地区，多生长于山坡林中和草坡，目前尚未由人工引种栽培。